# فرنسيس هرت
فرنسيس هرت (22 أكتوبر 1803 - 1 أبريل 1861) (بالإنجليزية: Francis Hurt)‏ هو سياسي ولاعب كريكت بريطاني (وحمل سابقاً جنسية المملكة المتحدة لبريطانيا العظمى وأيرلندا).